# Au (Ebersberg)
Au ist ein Gemeindeteil von Ebersberg im oberbayerischen Landkreis Ebersberg. Die Einöde liegt circa vier Kilometer nordöstlich von Ebersberg.